# La Muse du département
La Muse du département est un roman d’Honoré de Balzac, dont l’écriture a peut-être été commencée en 1832, a sans doute été révisée en 1837, le texte étant finalement publié chez Werdet cette année-là, dans la section Les Parisiens en province des Scènes de la vie de province. Puis, en 1843, il est publié chez l’éditeur Souverain, toujours rangé dans la même rubrique. Entre-temps, le roman a subi de nombreux remaniements et changé plusieurs fois de place dans l'organisation générale de La Comédie humaine. La division en chapitres, présente dans la première édition, est supprimée dans l'édition définitive.

## Présentation
George Sand est nommément évoquée dans ce portait de « femme auteur » dont elle reprend le titre avec humour dans Histoire de ma vie, lorsqu’il s’agit d’évoquer son ami Balzac. Sans ironie, elle se présente elle-même comme une sorte de « muse du département ». Balzac a déjà expliqué (ou précisera plus tard dans Autre étude de femme) ce qu’il entend par femme de talent. À savoir : « une femme-comme-il-faut », c’est-à-dire sans talent et grisée par des rêves inaccessibles. 
« La Muse du département nous présente toute une société. Ce texte peut, par là, être comparé aux chefs-d’œuvre que sont Splendeurs et misères des courtisanes et Illusions perdues. Ce court roman crée un pont entre les diverses sections de La Comédie humaine : les Scènes de la vie privée (c’est une Étude de femme), les Scènes de la vie parisienne et les Scènes de la vie de province. »

## Résumé

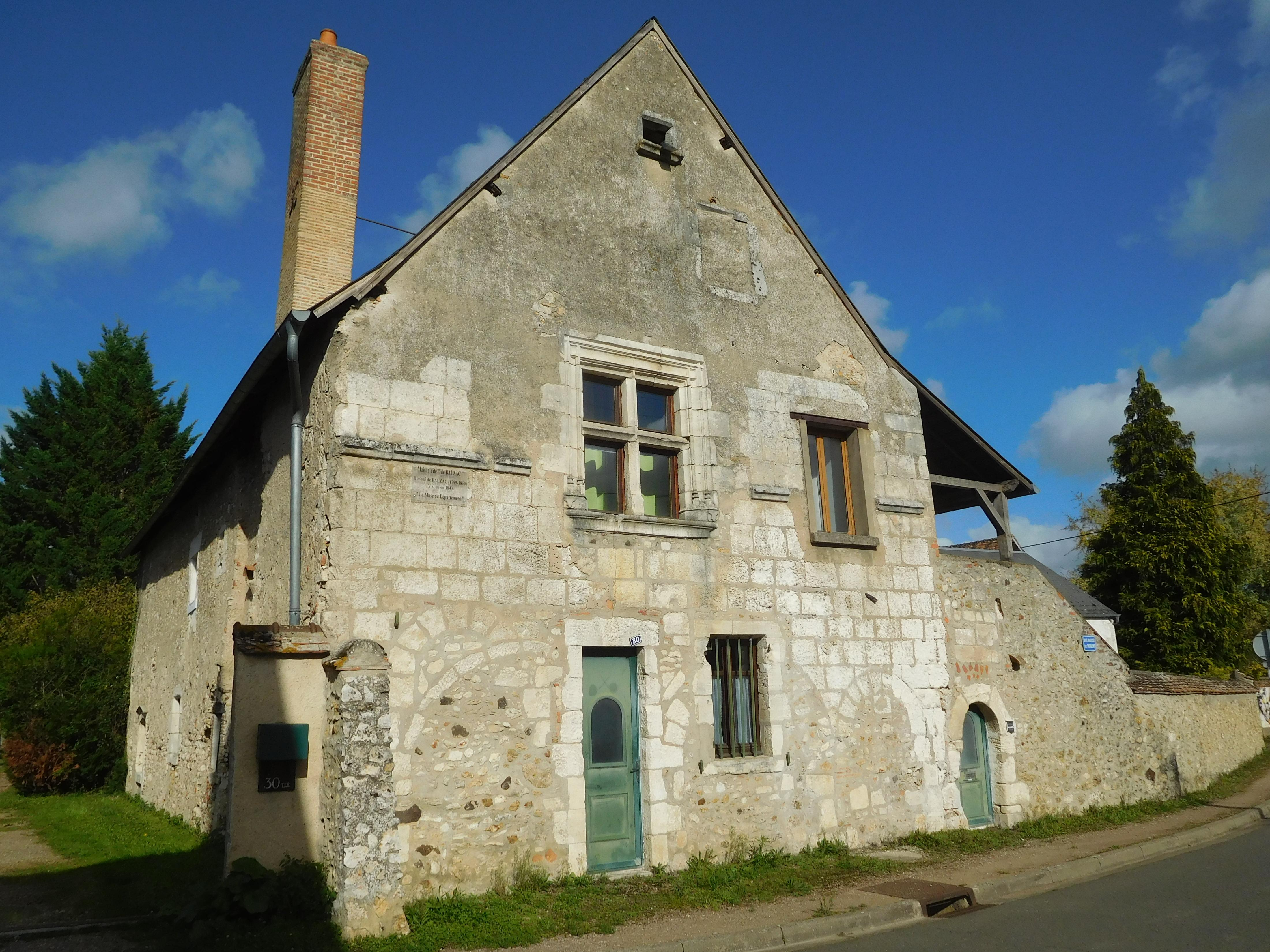
Maison dite « de Balzac » à Saint-Satur, près de Sancerre.

L’action commence à Sancerre, ville de province où s’aventure un Parisien, le journaliste Lousteau, qui va y faire des ravages. Là, le fils d’un ancien fermier général, Jean-Anastase-Polydore Milaud de la Baudraye, à la fois ambitieux et contrefait, cherche à se faire une réputation sur son territoire. Ayant déjà assez de fortune, il lui manque la gloire locale que peut apporter une belle femme et un salon recherché. Il la trouve en la personne de Dinah Piédefer, belle et brillante, mais dont le manque de fortune effrayait les beaux partis. Grâce à son mariage avec cet homme contrefait, elle peut se donner un salon qui rayonne sur la province entière et où elle reçoit les personnages les plus brillants de l'endroit.
Déjà considérée dans la région comme une sorte de rivale de George Sand, Dinah de La Baudraye a publié des poèmes et des recueils sous un pseudonyme. Mais son succès local ne lui suffit pas, elle s'ennuie et se désole de n'avoir pas d'enfant. Elle a alors l'idée d'inviter chez elle deux gloires de Sancerre établies à Paris, le célèbre médecin Horace Bianchon et le journaliste Étienne Lousteau. Ce dernier est élégant, désinvolte, superficiel, mondain cynique et spirituel : le portrait type du journaliste tel que Balzac l’a composé dans l’ensemble de La Comédie humaine. Il séduit « pour le sport » madame de la Baudraye, qui le poursuit à Paris sans qu’il l’y ait invitée.
À Paris, Dinah de la Baudraye s’aperçoit qu’elle n’est rien, que Lousteau la trompe et que son talent n’est pas confirmé dans la capitale. Lousteau se détourne d’elle et elle tombe dans la misère matérielle et spirituelle. Ils vivront ensemble pendant six ans. Alors qu'elle aime véritablement Lousteau, ce dernier ne fait que jouer la comédie de l'amour. Il lui fait cependant deux enfants. Son mari, Milaud de la Baudraye, la poursuit avec acharnement, après lui avoir volé une grande partie de son héritage. Heureusement, un ami et ancien soupirant, le magistrat de Clagny, lui est resté fidèle.

## Thème
Outre le thème de l'amour coupable, Balzac présente la misère intellectuelle de la vie de province. Parmi les autres thèmes, il offre un long pastiche d'un roman à la façon d'Ann Radcliffe dont Lousteau et Bianchon commentent les incohérences et les fautes de style, tout en présentant des détails techniques sur l'imprimerie et les jeux d'épreuve. Il développe le portrait de Lousteau, modèle de l'écrivain raté en raison de sa paresse et de son manque de volonté.

## Citation
C'est dans cet ouvrage que le lecteur peut découvrir ce célèbre oxymore de Balzac :
« [L]a femme de chambre […] lui cria deux mots à voix basse. »
Cet extrait est cité dans un livre humoristique de la collection Bouquins, parmi d'autres « perles d'écrivains » tirées de la littérature classique.

## Hommages
Peu d’auteurs ont rendu de leur vivant des hommages aussi appuyés et sincères que Balzac l’a fait, aussi bien dans ses journaux que dans ses livres, aux auteurs qu’il admirait sincèrement. C’est encore une des caractéristiques de l’homme spontané et sans calcul qu’était l’auteur de La Comédie humaine. Même si son cerveau était « tapissé de chiffres », comme le déplorait Baudelaire, son cœur ne l’était assurément pas.

### Hommage àGeorge Sand
La Muse du département est la version « littéraire » d’une madame Bovary qui se piquerait d’écriture et tenterait de singer, comme le singe qu'elle est, George Sand, modèle auquel elle veut se conformer. Balzac, si compréhensif pour les femmes, se montre ici très dur envers celle qui « croit avoir un talent », mais qui mélange littérature et adultère. Sans doute parce que son admiration et son amitié pour George Sand ne souffrent pas les copies approximatives, qui, à l’époque, abondaient.

### Hommage àStendhal
Outre l’hommage à George Sand, Balzac évoque nommément Stendhal, confirmant son admiration pour un auteur qui venait de mourir et dont il avait été le premier à reconnaître la valeur sous forme de fragments de critiques littéraires,,. 

### Hommage à Benjamin Constant
Alors qu'elle résiste courageusement aux désillusions de la vie avec Lousteau, Dinah lit Adolphe de Benjamin Constant pour y puiser des modèles et des leçons de conduite : « Elle n’avait pas, enfin, épuisé l’immense trésor de dévouement et d’amour que les femmes aimantes ont dans le cœur. Adolphe était sa Bible, elle l’étudiait ; car, par-dessus toutes choses, elle ne voulait pas être Ellénore. »

## Prototypes
Le livre est la réponse « féminine » de Balzac au roman Adolphe de Benjamin Constant. 
André Maurois, dans sa biographie de Balzac, écrit que le prototype de Dina était l'écrivain provincial Caroline Marbouty (« Muse de Limoges »), mariée à un homme plus âgé. Balzac a grandement anobli l'héroïne. Contrairement au roman, dans la vraie vie, le docteur Guillaume Dupuytren devient son premier amant dans la province de Caroline (prototype partiel de Horace Bianchon). Puis, à La Rochelle, elle a une liaison avec Jules Sandeau (prototype partiel d'Étienne Lousteau) ; plus tard, elle impose son amitié (platonique ?) à Balzac et voyage même avec lui en habit d'homme. 
La parution de La Muse du département rend furieuse Marbuty, qui écrit un roman pour sa défense sous le pseudonyme de Claire Brunne. Intitulé Une Fausse Position (1844), ce roman met en scène Balzac lui-même sous le nom d'Ulric.

## Adaptations
- La Muse du département a été adaptée pour le théâtre par Odile Ehret et mise en scène par Jacqueline Ordas en 1993.